# 沼倉真里子
沼倉 真里子（ぬまくら まりこ、1976年8月26日 -）は、宮城県仙台市出身のフリーアナウンサー・ラジオパーソナリティ。
FMとやまでアナウンサーをした後、現在は主に東京都で活動をしている。
オフィスサッキー所属。特技はピアノ。趣味は旅行・インテリア・書道・スノーボード。

## 出演番組

### テレビ
- 東北放送-河北新報ニュース（土曜日21:54～22:00）、JNNニュース（日曜日：ローカルパート6:55頃） - （2007年4月～2008年9月）

### ラジオ
- FMとやま - Sweden House New Standard Songs（～2010年3月）
- FMとやま - リバーリトリート雅樂倶PRESENTS TIME AFTER TIME～Good Music Selection（～2010年3月）
- FMとやま - IN THE MORNING（～2010年3月）
- FMとやま - イブニング・ファイル（～2008年12月）
- FMとやま - 竹内祥子のおしゃべりクラシックス（2003年4月～2008年6月）
- 東北放送 - 河北新報ニュース（土曜夜～日曜朝、2007年4月～2008年9月）

## 経歴
- 宮城学院女子大学卒

学生時代に東北放送ラジオでアシスタントをしていた
- 1998年4月 - FMとやまに入社
- 2005年9月 - FMとやまを退社、フリーアナウンサーとなる
- 2010年4月 - 東京に活動の拠点を移す